# Rothmannia malayana
Rothmannia malayana är en måreväxtart som beskrevs av Khoon Meng Wong. Rothmannia malayana ingår i släktet Rothmannia och familjen måreväxter. Inga underarter finns listade i Catalogue of Life.